# Всепалестинський уряд
Всепалестинський уряд (араб. حكومة عموم فلسطين Ḥukūmat ‘Umūm Filasṭīn) — уряд, проголошений у Газі 22 вересня 1948 року Верховним арабським комітетом під час Арабо-ізраїльської війни 1947—1949 років.

## Історія
У вересні 1948 року 75 представників арабських населених пунктів, які зібрались у Газі, утворили Палестинську національну раду, що в одній із перших своїх резолюцій проголосив свої повноваження над усією Палестиною зі столицею в Єрусалимі. 30 вересня Раду було перетворено на уряд, на чолі якого постав «президент» муфтій Амін аль-Хусейні. В середині жовтня уряд був визнаний Ліга арабських держав.
Невдовзі після створення уряду, у грудні того ж року, на Єрихонській конференції Абдалла бін Хусейн був проголошений «королем арабської Палестини». Під час конференції було проголошено заклик до об'єднання арабської Палестини та Зайордання, і Абдалла оголосив про свій намір анексувати Західний берег річки Йордан. Інші члени Арабської ліги заперечували проти такого плану.
Реальної влади уряд в окупованій Єгиптом Газі не мав.
Об'єднання Єгипту й Сирії 1958 року стало переломним моментом в історії Всепалестинського уряду. Єгипет припинив його підтримувати, й 1959 року Насер декретом офіційно ліквідував уряд. Сектор Гази перебував під єгипетським правлінням до його завоювання Ізраїлем у результаті Шестиденної війни.